# Pheucticus
Genre
Pheucticus est un genre de passereaux de la famille des Cardinalidae.

## Liste des espèces
Selon la classification de référence du Congrès ornithologique international (version 6.4, 2016) :
- Pheucticus aureoventris (d'Orbigny & Lafresnaye, 1837)
  - Pheucticus aureoventris aureoventris (d'Orbigny & Lafresnaye, 1837)
  - Pheucticus aureoventris crissalis Sclater, PL & Salvin, 1877
  - Pheucticus aureoventris meridensis Riley, 1905
  - Pheucticus aureoventris terminalis Chapman, 1919
  - Pheucticus aureoventris uropygialis Sclater, PL & Salvin, 1871
- Pheucticus chrysogaster (Lesson, R, 1832)
  - Pheucticus chrysogaster chrysogaster (Lesson, R, 1832)
  - Pheucticus chrysogaster laubmanni Hellmayr & Seilern, 1915
- Pheucticus chrysopeplus (Vigors, 1832)
  - Pheucticus chrysopeplus aurantiacus Salvin & Godman, 1891
  - Pheucticus chrysopeplus chrysopeplus (Vigors, 1832)
  - Pheucticus chrysopeplus dilutus van Rossem, 1934
- Pheucticus ludovicianus (Linnaeus, 1766) - Cardinal à poitrine rose
- Pheucticus melanocephalus (Swainson, 1827) - Cardinal à tête noire
  - Pheucticus melanocephalus maculatus (Audubon, 1837)
  - Pheucticus melanocephalus melanocephalus (Swainson, 1827)
- Pheucticus tibialis Lawrence, 1867